# Moray
Moray (skotskou gaelštinou Moireibh) je správní oblast ve Skotsku, ležící při jižním pobřeží zálivu Moray Firth a sousedící s oblastmi Aberdeenshire na východě, resp. jihovýchodě a Highlands na západě.

## Města a vesnice
- Aberlour, Alves, Archiestown, Arradoul, Auchenhalrig
- Ballindalloch, Bogmoor, Broadley, Buckie, Burghead
- Clochan, Craigellachie, Cullen, Cummingston
- Dallas, Deskford, Dipple, Drybridge, Dufftown, Duffus, Dyke
- Elgin
- Findhorn, Findochty, Fochabers, Forres, Fogwatt
- Garmouth
- Hopeman
- Inchberry
- Keith, Kingston, Kinloss
- Lhanbryde, Longmorn, Lossiemouth
- Mosstodloch
- Nether Dallachy, Newmill
- Ordiquish
- Portgordon, Portknockie
- Raffan, Rafford, Rothes, Rothiemay
- Spey Bay
- Tomintoul
- Upper Dallachy, Urquhart